# Плејнфилд (Охајо)
Плејнфилд (енгл. Plainfield) град је у америчкој савезној држави Охајо.

## Демографија
По попису из 2010. године број становника је 157, што је 1 (-0,6%) становника мање него 2000. године.
| Група             | 2000.       | 2010.       |
| Белци             | 156 (98,7%) | 152 (96,8%) |
| Афроамериканци    | 0 (0,0%)    | 1 (0,6%)    |
| Азијати           | 1 (0,6%)    | 0 (0,0%)    |
| Хиспаноамериканци | 0 (0,0%)    | 0 (0,0%)    |
| Укупно            | 158         | 157         |